# Arthur do Val
Arthur Moledo do Val (São Paulo, 21 de agosto de 1986) es un político brasileño, miembro activista de Movimiento de Brasil Libre, YouTuber y emprendedor. En las elecciones estatales de São Paulo de 2018, fue elegido diputado estatal de São Paulo como miembro de Demócratas (DEM), siendo el segundo más votados con 478,280 votos, después de Janaína Paschoal.
Es un defensor de mayoritariamente ideas liberales y utiliza su canal en YouTube
MamãeFalei para extenderlas entre sus seguidores, los cuales son más de 2.5 millones.

## Biografía
El activista dice que su cuestión con respecto a la economía brasileña y la política empezaron en sus años más jóvenes, inspirándole para crear el canal "Mamãefalei" en junio de 2015. En el mismo periodo,  hubo protestas apoyando Presidente anterior Luiz Inácio Lula da Silva cuando Jefe de Personal de Brasil. Arthur tomó la oportunidad de exponer uno de los puntos principales de su trabajo en el año siguiente, en 2016, el cual  la crítica al ciego político militancy. El vídeo fue bien recibido por el público y tiene un punto a favor de inicio su carrera cuando activista. El formato de sus vídeos qué  vaya a protestas políticas (principalmente izquierda unos) y cuestionó manifestantes sobre su orden del día defendido, en un intento de exponer inconsistencias, trajo el crecimiento a su canal. Empezó a ser bien conocido, asociando él a grupos como Movimiento de Brasil Libre (MBL) y, junto con el movimiento, recibió el Boletim da Liberdade Premio, del homonymous diario, en 2017; suscriptores del diario también votado para la elección de ganadores.
Entre junio y julio de 2016, Arthur conoció a los coordinadores de MBL, empezando a producir contenido y militante como miembro.
En junio de 2018, Arthur fue a la Cámara de Diputados de Brasil, hablando sobre noticias falsas y acusaciones del MBL, así como la petición de Tribunal Supremo de Justicia Luiz Fux para una investigación sobre noticias falsas. Fux citó un estudio de la USP, citando el MBL como falsificar noticioso spreader. Arthur dijo que tal estudio no existió y pidió la presencia Fux, diciendo que  estaba envuelto con cuestiones importantes como el incondicionales correctos dados al servicio público. Arthur concluyó su discurso con las palabras siguientes:

Lo que propongo aquí es que debemos detener la demagogia, detener el discurso autoritario de la patrulla del pensamiento! "Vamos a patrullar WhatsApp, vamos a regular No sé qué..." Creo que habrá alguien que quiera regular el pensamiento o la barra hablar con tu amigo. Basta con que la gente madura por sí misma, como siempre estaba en la sociedad, y vamos a luchar contra las noticias falsas de una manera natural. Nadie quiere compartir noticias falsas. Nadie quiere avergonzarse de difundir información falsa. Y eso es lo que necesitamos confiar más que en un burócrata con un bolígrafo.

El 23 de agosto de 2019, Arthur declaró que dejaría Demócratas para ser candidato a la alcaldía de São Paulo en las elecciones de 2020.
El 19 de noviembre de 2019, Arthur fue expulsado de Demócratas.
En febrero de 2020, do Val, junto con la élite del Movimiento Brasil Libre, se unió al partido Patriota (PATRI) y reafirmó sus intenciones para estar ser alcalde de São Paulo.

## Controversias

### Confrontación con Ciro Gomes
En junio de 2018, durante el registro de uno de sus vídeos en Fórum da Liberdade, Arthur se acercó el entonces pre-candidato para presidente Ciro Gomes, cuestionándole sobre una declaración qué el político dijo que recibía "Banda de moros con balas", una referencia al entonces juez Sérgio Moro. Después de que aquello, recibió una bofetada de Ciro. Arthur ironizó preguntando al exgobernador "¿Piensas que soy Patrícia Pilar así que me puedes pegar?" Arthur persistió: "¡Él es débil! ¡Débil! ¿Ve? Ciro Gomes me pegó en la cabeza. ¿Piensas que estás en el noreste, Ciro?"
La confrontación generó repercusión. Thais Bilenky, escribiendo para Folha de S. Paulo, consideró que, en el acto, Ciro tocó el cuello del activista, alegando que no es posible medir la intensidad de la supuesta bofetada. Ciro comentó el hecho a Folha diciendo "¿Piensas qué si le hubiera pegado él no tendría una marca? ¿Cómo soy yo? Dije 'no seas un estupido, hombre e izquierdista". Aun así, el especialista en micro expresiones faciales, Vitor Santos, evaluó la hipótesis de manipulación en el vídeo de la lucha, analizando las imágenes del hecho y concluyendo que Arthur realmente fue asaltado.

## Punto de vista político
Arthur se considera liberal y, por algún tiempo, apoyó el aborto solo en embarazos cuándo la mujer esté en riesgo o es resultado de una violación, casos en que las leyes brasileñas dejan a las mujeres interrumpir el embarazo. Pero más tarde supuso que hizo un mal juicio y , aclarándolo en un vídeo y, desde entonces, no ha vuelto a hablar sobre el tema. Actualmente, sus puntos de vista, han sido criticados por la izquierda debido a su colocación pro-capitalismo. Es también un seguidor de privatizaciones y criticó el sistema de cuotas racial, defendiendo cuotas sociales. En 2015, él abiertamente apoyó la pena de muerte y reducir la edad de responsabilidad criminal con algunas restricciones.
| Estatuto de desarme repeal    | Privatización             | Libertad de la prensa        | Aumento del gasto militar | PEC 13/2012                             | Transporte libre                             |
| Nonpartisan Escuela           | Reforma de impuestos      | Derogación de leyes inútiles | Libertad de culto         | Reforma agraria                         | Ocupación de ubicaciones públicas y privadas |
| Control de la subcontratación | Reforma política          | Democracia                   | Intervención militar      | Cuotas raciales                         | Control estatal                              |
| Cuotas sociales               | Legalización de marihuana | PEC 241/2016                 | CLT Y FGTS                | Aumento de salario para parliamentarios | Tributación                                  |